# Espot
Espot ist eine katalanische Gemeinde in der Provinz Lleida im Nordosten Spaniens. Sie liegt in der Comarca Pallars Sobirà.

## Städtepartnerschaft
- Soueich (Frankreich) seit 28. Mai 1994